# بوچ رینولدز
بوچ رینولدز (انگلیسی: Butch Reynolds؛ زادهٔ ۸ ژوئن ۱۹۶۴) دونده اهل ایالات متحده آمریکا است.